# جور مورنو
جور مورنو (اسپانیایی: Jhor Moreno‎; ۲ اکتبر ۱۹۹۵) وزنه‌بردار اهل کلمبیا است.